# 薩爾瓦多·盧瑞亞
薩爾瓦多·愛德華·盧瑞亞（義大利語：Salvador Edward Luria，1912年8月13日—1991年2月6日），出生於義大利的美國微生物學家。與馬克斯·德爾布呂克以及阿弗雷德·赫希，因為關於噬菌體在分子生物學方面的研究，而共同獲得了1969年的諾貝爾生理學或醫學獎。

## 生平
- 1912年8月13日生於義大利都靈。
- 1935年畢業於都靈大學。
- 1936年在義大利軍隊服役。因猶太人身分，在1938年納粹德軍入侵法國時，於9月12日逃抵美國紐約市。
- 1940年代開始和馬克斯·德爾布呂克、阿弗雷德·赫希合作研究噬菌體。
- 1943年任職於印第安納大學。
- 1945年與婕拉·賀惟慈(Zella Hurwitz)結婚，生育一個孩子。
- 1947年1月歸化美國籍。
- 1950年轉往伊利諾大學厄巴納-香檳分校任職。
- 1957年參與萊納斯·鮑林(Linus Carl Pauling)發起的抗議核子武器聯署。
- 1959年任職於麻省理工學院(MIT)。
- 1960年成為美國國家科學院院士。
- 1968年至1969年擔任美國微生物學會主席。
- 1969年與馬克斯·德爾布呂克一同獲哥倫比亞大學頒給路易莎格羅斯霍維茨生物學或生物化學獎(Louisa Gross Horwitz Prize for Biology or Biochemistry)。其著作《生命:未完成的實驗》於1974年獲頒美國國家書卷獎科學類獎項。
- 1991年2月6日因心臟病於美國麻州勒星屯(Lexington)逝世。

## 外部連結
- The Official Site of Louisa Gross Horwitz Prize （页面存档备份，存于）